# Die Promi-Darts-WM
Die Promi-Darts-WM ist ein als Darts-Wettbewerb konzipiertes Fernsehformat von ProSieben, das live aus verschiedenen deutschen Hotels gesendet wird. Darin treten deutsche Prominente jeweils gemeinsam mit einem Spitzenspieler des professionellen Dartsports erst in acht Zweierteams und seit 2019 in sechs Zweierteams an. Moderiert wird die Sendung von Christian Düren, als Kommentator fungiert Elmar Paulke. Mit insgesamt drei Siegen (2017, 2020 und 2023) ist Michael van Gerwen der Rekordtitelträger dieser Sendung.

## Übersicht
| Jahr | Sieger Profi-Darter | Sieger Prominenter     | Final-Average |
| ---- | ------------------- | ---------------------- | ------------- |
| 2017 | Michael van Gerwen  | Tim Wiese              | 77,74         |
| 2018 | Martin Schindler    | MarcelScorpion         | 61,35         |
| 2019 | Max Hopp            | Jimi Blue Ochsenknecht | 63,44         |
| 2020 | Michael van Gerwen  | Pascal Hens            | 73,28         |
| 2023 | Michael van Gerwen  | Kevin Großkreutz       | 67,29         |
| 2024 | Ricardo Pietreczko  | Eko Fresh              | 59,32         |
| 2025 | Stephen Bunting     | Patrick Owomoyela      | 62,38         |

## Modus
Gespielt wird im Modus 501 Double Out, bei dem von 501 auf 0 Punkte heruntergeworfen wird und der letzte Treffer auf ein Double-Feld erfolgen muss. Wenn ein Teammitglied 3 Darts geworfen hat, ist das andere Team dran. Waren beide Teams an der Reihe, wechselt das aktive Teammitglied. In der Vorrunde sind zwei gewonnene Legs (Runden) zum Sieg nötig, im Halbfinale und Finale drei Legs (2018 zwei Legs). In zwei Gruppen treten die Spieler nach dem Prinzip Jeder gegen Jeden an. Die Gruppenersten treffen im Halbfinale auf die Gruppenzweiten der jeweiligen Gegengruppe. Die Halbfinalsieger spielen um den Titel.

## 1. Ausgabe (2017)
Die erste Ausgabe fand am 7. Januar 2017 im Maritim-Hotel Düsseldorf statt, in der sich Tim Wiese und Michael van Gerwen im Finale gegen Lothar Matthäus und Peter Wright durchsetzten.

### Teilnehmer und Teams
| Profi-Darter         | Prominenter         |
| -------------------- | ------------------- |
| Peter Wright         | Lothar Matthäus     |
| Michael van Gerwen   | Tim Wiese           |
| Gary Anderson        | Steffen Henssler    |
| Phil Taylor          | Tim Mälzer          |
| Max Hopp             | Mario Basler 1      |
| Wayne Mardle         | Laura Wontorra      |
| Mensur Suljović      | Matthias Opdenhövel |
| Rowby-John Rodriguez | Stefanie Hertel     |

1 Anstelle von Mario Basler sollte eigentlich Reiner Calmund mit Hopp antreten, dieser zog seine Teilnahme allerdings aufgrund einer Verletzung zurück.

### Vorrunde
Gruppe A
| Team A                  | Ergebnis | Team B                  |
| ----------------------- | -------- | ----------------------- |
| Anderson/Henssler 63,87 | 0 – 2    | 65,35 Taylor/Mälzer     |
| Wright/Matthäus 56,72   | 2 – 0    | 50,53 Mardle/Wontorra   |
| Taylor/Mälzer 52,16     | 2 – 1    | 52,68 Mardle/Wontorra   |
| Wright/Matthäus 63,13   | 1 – 2    | 65,60 Anderson/Henssler |
| Wright/Matthäus 66,80   | 2 – 0    | 60,87 Taylor/Mälzer     |

| Pos. | Team                | Sp | S | N | LF | LG | +/− | Pkt. | Average |
| ---- | ------------------- | -- | - | - | -- | -- | --- | ---- | ------- |
| 1    | Wright / Matthäus   | 3  | 2 | 1 | 5  | 2  | +3  | 2    | 62,22   |
| 2    | Taylor / Mälzer     | 3  | 2 | 1 | 4  | 3  | +1  | 2    | 59,46   |
| 3    | Anderson / Henssler | 2  | 1 | 1 | 2  | 3  | −1  | 1    | 64,77   |
| 4    | Mardle / Wontorra   | 2  | 0 | 2 | 1  | 4  | −3  | 0    | 51,61   |

Aufgrund des Punkteverhältnisses in der Gruppe A musste das letzte Duell Mardle/Wontorra gegen Anderson/Henssler erst gar nicht gespielt werden.
Gruppe B
| Team A                    | Ergebnis | Team B                    |
| ------------------------- | -------- | ------------------------- |
| van Gerwen/Wiese 73,32    | 2 – 0    | 68,00 Suljovic/Opdenhövel |
| Rodriguez/Hertel 60,45    | 1 – 2    | 61,48 Hopp/Basler         |
| van Gerwen/Wiese 63,30    | 2 – 1    | 60,35 Rodriguez/Hertel    |
| Suljovic/Opdenhövel 62,63 | 2 – 0    | 57,33 Hopp/Basler         |
| van Gerwen/Wiese 65,33    | 1 – 2    | 63,90 Hopp/Basler         |
| Suljovic/Opdenhövel 60,12 | 2 – 0    | 47,75 Rodriguez/Hertel    |

| Pos. | Team                  | Sp | S | N | LF | LG | +/− | Pkt. | Average |
| ---- | --------------------- | -- | - | - | -- | -- | --- | ---- | ------- |
| 1    | van Gerwen / Wiese    | 3  | 2 | 1 | 5  | 3  | +2  | 2    | 67,32   |
| 2    | Suljovic / Opdenhövel | 3  | 2 | 1 | 4  | 2  | +2  | 2    | 63,58   |
| 3    | Hopp / Basler         | 3  | 2 | 1 | 4  | 4  | 0   | 2    | 60,90   |
| 4    | Rodriguez / Hertel    | 3  | 0 | 3 | 2  | 6  | −4  | 0    | 56,18   |

### Finalrunde
|  | Halbfinale | Halbfinale                | Halbfinale |  |  | Finale | Finale                 | Finale |
|  |            |                           |            |  |  |        |                        |        |
|  |            |                           |            |  |  |        |                        |        |
|  | A1         | Wright Matthäus 58,51     | 3          |  |  |        |                        |        |
|  | B2         | Suljovic Opdenhövel 60,23 | 2          |  |  |        |                        |        |
|  |            |                           |            |  |  | A1     | Wright Matthäus 52,42  | 0      |
|  |            |                           |            |  |  | B1     | van Gerwen Wiese 77,74 | 3      |
|  | B1         | van Gerwen Wiese 63,51    | 3          |  |  |        |                        |        |
|  | A2         | Taylor Mälzer 53,64       | 0          |  |  |        |                        |        |
|  |            |                           |            |  |  |        |                        |        |

## 2. Ausgabe (2018)
Die zweite Ausgabe fand am 6. Januar 2018 statt.
Das deutsche Duo um Profi Martin Schindler und YouTube-Promi MarcelScorpion gewannen die Zweitausgabe mit 2:0 im Finale gegen den Weltranglistenzweiten Peter Wright mit Partnerin Ruth Moschner.

### Teilnehmer und Teams
| Profi-Darter          | Prominenter      |
| --------------------- | ---------------- |
| Rob Cross 1           | Fernanda Brandão |
| Michael van Gerwen    | Tim Wiese        |
| Max Hopp              | Stefan Effenberg |
| Gary Anderson         | Fabian Hambüchen |
| Peter Wright          | Ruth Moschner    |
| Phil Taylor           | Frank Rosin      |
| Raymond van Barneveld | H. P. Baxxter    |
| Martin Schindler      | MarcelScorpion   |

1 Anstelle von Rob Cross sollte eigentlich Adrian Lewis mit Brandao antreten, er wurde aber durch den neuen Darts-Weltmeister Cross ersetzt.

### Vorrunde
Die Zahlenangaben hinter den Teams stehen für die durchschnittlich im Spiel erzielten Punkte jeder einzelnen Aufnahme (3 Darts).
Gruppe A
| Team A                   | Ergebnis | Team B                   |
| ------------------------ | -------- | ------------------------ |
| van Gerwen/Wiese 65.42   | 1 – 2    | 60.53 Cross/Brandao      |
| Anderson/Hambüchen 72.15 | 2 – 1    | 62.90 Hopp/Effenberg     |
| van Gerwen/Wiese 62.20   | 1 – 2    | 62.33 Anderson/Hambüchen |
| Cross/Brandao 56.84      | 2 – 1    | 58.08 Hopp/Effenberg     |
| Cross/Brandao 59.49      | 1 – 2    | 61.29 Anderson/Hambüchen |
| van Gerwen/Wiese         | —        | Hopp/Effenberg           |

| Pos. | Team                 | Sp | S | N | LF | LG | +/− | Pkt. | Average |
| ---- | -------------------- | -- | - | - | -- | -- | --- | ---- | ------- |
| 1    | Anderson / Hambüchen | 3  | 3 | 0 | 6  | 3  | +3  | 3    | 65.26   |
| 2    | Cross / Brandao      | 3  | 2 | 1 | 5  | 4  | +1  | 2    | 58.95   |
| 3    | van Gerwen / Wiese   | 2  | 0 | 2 | 2  | 4  | −2  | 0    | 63.81   |
| 4    | Hopp / Effenberg     | 2  | 0 | 2 | 2  | 4  | −2  | 0    | 60.49   |

Auf das letzte Gruppenspiel wurde verzichtet, da es keine Auswirkungen auf die Halbfinalkonstellation besaß.
Gruppe B
| Team A                         | Ergebnis | Team B                         |
| ------------------------------ | -------- | ------------------------------ |
| Taylor/Rosin 62.03             | 1 – 2    | 70.23 van Barneveld/HP Baxxter |
| Wright/Moschner 47.21          | 2 – 1    | 46.68 Schindler/MarcelScorpion |
| Taylor/Rosin 58.94             | 2 – 0    | 55.41 Wright/Moschner          |
| van Barneveld/HP Baxxter 62.07 | 0 – 2    | 63.96 Schindler/MarcelScorpion |
| Taylor/Rosin 54.30             | 1 – 2    | 60.85 Schindler/MarcelScorpion |
| van Barneveld/HP Baxxter 56.62 | 1 – 2    | 58.72 Wright/Moschner          |

| Pos. | Team                       | Sp | S | N | LF | LG | +/− | Pkt. | Average |
| ---- | -------------------------- | -- | - | - | -- | -- | --- | ---- | ------- |
| 1    | Schindler / MarcelScorpion | 3  | 2 | 1 | 5  | 3  | +2  | 2    | 57.23   |
| 2    | Wright / Moschner          | 3  | 2 | 1 | 4  | 4  | 0   | 2    | 53.78   |
| 3    | Taylor / Rosin             | 3  | 1 | 2 | 4  | 4  | 0   | 1    | 58.42   |
| 4    | van Barneveld / HP Baxxter | 3  | 1 | 2 | 3  | 5  | −2  | 1    | 62.97   |

### Finalrunde
|  | Halbfinale | Halbfinale                     | Halbfinale |  |  | Finale | Finale                         | Finale |
|  |            |                                |            |  |  |        |                                |        |
|  |            |                                |            |  |  |        |                                |        |
|  | A1         | Anderson Hambüchen 67.84       | 1          |  |  |        |                                |        |
|  | B2         | Wright Moschner 68.13          | 2          |  |  |        |                                |        |
|  |            |                                |            |  |  | B2     | Wright Moschner 59.75          | 0      |
|  |            |                                |            |  |  | B1     | Schindler MarcelScorpion 61.35 | 2      |
|  | B1         | Schindler MarcelScorpion 71.95 | 2          |  |  |        |                                |        |
|  | A2         | Cross Brandao 68.18            | 1          |  |  |        |                                |        |
|  |            |                                |            |  |  |        |                                |        |

## 3. Ausgabe (2019)
Die dritte Ausgabe wurde am 5. Januar 2019 ausgetragen. Christian Düren übernahm hierbei die Moderation von Joko Winterscheidt. Dazu wurde das Event nicht mehr in Düsseldorf ausgetragen, sondern im Maritim Hotel in Köln. Kommentator blieb Elmar Paulke.
Durch eine Regeländerung wurde es den Prominenten ab dieser Ausgabe erlaubt, Legs neben den Doppel durch jegliche Felder (Single- und Triplefelder) zu beenden. Dadurch soll ihnen mehr Einflussnahme im Spielverlauf eingeräumt werden.

### Teilnehmer und Teams
| Profi-Darter          | Prominenter            |
| --------------------- | ---------------------- |
| Michael van Gerwen    | Rafael van der Vaart   |
| Raymond van Barneveld | Patrick Esume          |
| Peter Wright          | Lilly Becker           |
| Gary Anderson         | Markus Krebs           |
| Phil Taylor           | Faisal Kawusi          |
| Max Hopp              | Jimi Blue Ochsenknecht |

### Vorrunde
Die Zahlenangaben hinter den Teams stehen für die durchschnittlich im Spiel erzielten Punkte jeder einzelnen Aufnahme (3 Darts).
Gruppe A
| Team A                           | Ergebnis | Team B                  |
| -------------------------------- | -------- | ----------------------- |
| van Gerwen / van der Vaart 63.73 | 2 – 1    | 58.72 Anderson/Krebs    |
| van Gerwen / van der Vaart 69.91 | 2 – 0    | 53.64 Hopp/Ochsenknecht |
| Anderson/Krebs 60.12             | 2 – 1    | 61.35 Hopp/Ochsenknecht |

| Pos. | Team                       | Sp | S | N | LF | LG | +/− | Pkt. | Average |
| ---- | -------------------------- | -- | - | - | -- | -- | --- | ---- | ------- |
| 1    | van Gerwen / van der Vaart | 2  | 2 | 0 | 4  | 1  | +3  | 2    | 66.20   |
| 2    | Anderson / Krebs           | 2  | 1 | 1 | 3  | 3  | 0   | 1    | 59.42   |
| 3    | Hopp / Ochsenknecht        | 2  | 0 | 2 | 1  | 4  | −3  | 0    | 58.27   |

Gruppe B
| Team A                    | Ergebnis | Team B                    |
| ------------------------- | -------- | ------------------------- |
| Taylor/Kawusi 59.80       | 2 – 1    | 56.10 Wright/Becker       |
| Taylor/Kawusi 50.80       | 0 – 2    | 62.63 van Barneveld/Esume |
| van Barneveld/Esume 64.90 | 2 – 1    | 55.16 Wright/Becker       |

| Pos. | Team                  | Sp | S | N | LF | LG | +/− | Pkt. | Average |
| ---- | --------------------- | -- | - | - | -- | -- | --- | ---- | ------- |
| 1    | van Barneveld / Esume | 2  | 2 | 0 | 4  | 1  | +3  | 2    | 63.99   |
| 2    | Taylor / Kawusi       | 2  | 1 | 1 | 2  | 3  | −1  | 1    | 56.20   |
| 3    | Wright / Becker       | 2  | 0 | 2 | 2  | 4  | −2  | 0    | 55.63   |

### Finalrunde
|  | Zwischenrunde | Zwischenrunde           | Zwischenrunde |  |  | Halbfinale | Halbfinale                     | Halbfinale |  |    | Finale                         | Finale                  | Finale |
|  |               |                         |               |  |  |            |                                |            |  |    |                                |                         |        |
|  |               |                         |               |  |  | A1         | van Gerwen van der Vaart 77.08 | 2          |  |    |                                |                         |        |
|  | A2            | Anderson Krebs 72.05    | 1             |  |  | B3         | Wright Becker 40.77            | 0          |  |    |                                |                         |        |
|  | B3            | Wright Becker 57.84     | 2             |  |  |            |                                |            |  | A1 | van Gerwen van der Vaart 60.96 | 2                       |        |
|  |               |                         |               |  |  |            |                                |            |  |    | A3                             | Hopp Ochsenknecht 63.44 | 3      |
|  |               |                         |               |  |  | B1         | van Barneveld Esume 58.85      | 1          |  |    |                                |                         |        |
|  | B2            | Taylor Kawusi 62.25     | 0             |  |  | A3         | Hopp Ochsenknecht 62.96        | 2          |  |    |                                |                         |        |
|  | A3            | Hopp Ochsenknecht 79.11 | 2             |  |  |            |                                |            |  |    |                                |                         |        |

## 4. Ausgabe (2020)
Die vierte Ausgabe fand am 4. Januar 2020 statt. Christian Düren übernahm die Moderation. Abermals zog die Promi-Darts-WM von Köln nach Bonn um. Kommentator war Elmar Paulke, welcher mit Markus Krebs einen Co-Kommentator an seine Seite gestellt bekommt.

### Teilnehmer und Teams
| Profi-Darter       | Prominenter      |
| ------------------ | ---------------- |
| Max Hopp           | Frank Buschmann  |
| Gerwyn Price       | Sarah Harrison   |
| Michael van Gerwen | Pascal Hens      |
| Phil Taylor        | Daniel Boschmann |
| Peter Wright       | Max Kruse        |
| Fallon Sherrock    | Luca Toni        |

### Vorrunde
Die Zahlenangaben hinter den Teams stehen für die durchschnittlich im Spiel erzielten Punkte jeder einzelnen Aufnahme (3 Darts).
Gruppe A
| Team A                | Ergebnis | Team B               |
| --------------------- | -------- | -------------------- |
| Wright/Kruse 68.32    | 2 – 0    | 61.80 Hopp/Buschmann |
| van Gerwen/Hens 59.10 | 1 – 2    | 69.00 Hopp/Buschmann |
| van Gerwen/Hens 72.57 | 1 – 2    | 73.18 Wright/Kruse   |

| Pos. | Team              | Sp | S | N | LF | LG | +/− | Pkt. | Average |
| ---- | ----------------- | -- | - | - | -- | -- | --- | ---- | ------- |
| 1    | Wright / Kruse    | 2  | 2 | 0 | 4  | 1  | +3  | 2    | 71.24   |
| 2    | Hopp / Buschmann  | 2  | 1 | 1 | 2  | 3  | −1  | 1    | 66.12   |
| 3    | van Gerwen / Hens | 2  | 0 | 2 | 2  | 4  | −2  | 0    | 65.84   |

Gruppe B
| Team A                 | Ergebnis | Team B                 |
| ---------------------- | -------- | ---------------------- |
| Price/Harrison 46.71   | 0 – 2    | 73.32 Taylor/Boschmann |
| Price/Harrison 61.75   | 2 – 1    | 60.79 Sherrock/Toni    |
| Taylor/Boschmann 60.50 | 1 – 2    | 57.86 Sherrock/Toni    |

| Pos. | Team               | Sp | S | N | LF | LG | +/− | Pkt. | Average |
| ---- | ------------------ | -- | - | - | -- | -- | --- | ---- | ------- |
| 1    | Taylor / Boschmann | 2  | 1 | 1 | 3  | 2  | +1  | 1    | 65.63   |
| 2    | Sherrock / Toni    | 2  | 1 | 1 | 3  | 3  | 0   | 1    | 59.33   |
| 3    | Price / Harrison   | 2  | 1 | 1 | 2  | 3  | −1  | 1    | 55.73   |

### Finalrunde
|  | Zwischenrunde | Zwischenrunde         | Zwischenrunde |  |  | Halbfinale | Halbfinale             | Halbfinale |  |    | Finale               | Finale                | Finale |
|  |               |                       |               |  |  |            |                        |            |  |    |                      |                       |        |
|  |               |                       |               |  |  | A1         | Wright Kruse 64.17     | 1          |  |    |                      |                       |        |
|  | A2            | Hopp Buschmann 48.44  | 0             |  |  | B3         | Price Harrison 63.27   | 2          |  |    |                      |                       |        |
|  | B3            | Price Harrison 60.12  | 2             |  |  |            |                        |            |  | B3 | Price Harrison 60.19 | 1                     |        |
|  |               |                       |               |  |  |            |                        |            |  |    | A3                   | van Gerwen Hens 73.28 | 3      |
|  |               |                       |               |  |  | B1         | Taylor Boschmann 51.71 | 0          |  |    |                      |                       |        |
|  | B2            | Sherrock Toni 59.46   | 1             |  |  | A3         | van Gerwen Hens 69.91  | 2          |  |    |                      |                       |        |
|  | A3            | van Gerwen Hens 63.42 | 2             |  |  |            |                        |            |  |    |                      |                       |        |

## 5. Ausgabe (2023)
Nach drei Jahren Pause fand am 7. Januar 2023 die fünfte Ausgabe im Maritim-Hotel in Düsseldorf statt. Gabriel Clemens und Michael Smith (Gewinner der PDC World Darts Championship 2023) debütierten dabei als Profis. Die Moderatoren waren erneut Christian Düren und Elmar Paulke.

### Teilnehmer und Teams
| Profi-Darter       | Prominenter      |
| ------------------ | ---------------- |
| Gabriel Clemens    | Henning Wehland  |
| Michael Smith      | Matthias Killing |
| Michael van Gerwen | Kevin Großkreutz |
| Gerwyn Price       | Bülent Ceylan    |
| Fallon Sherrock    | Oliver Pocher    |
| Peter Wright       | Amira Pocher     |

### Vorrunde
Die Zahlenangaben hinter den Teams stehen für die durchschnittlich im Spiel erzielten Punkte jeder einzelnen Aufnahme (3 Darts).
Gruppe A
| Team A                | Ergebnis | Team B                |
| --------------------- | -------- | --------------------- |
| Smith/Killing 71,13   | 1 – 2    | 68,17 Price/Ceylan    |
| Wright/Pocher A 61,14 | 1 – 2    | 61,76 Price/Ceylan    |
| Smith/Killing 50,89   | 0 – 2    | 54,65 Wright/Pocher A |

| Pos. | Team              | Sp | S | N | LF | LG | +/− | Pkt. | Average |
| ---- | ----------------- | -- | - | - | -- | -- | --- | ---- | ------- |
| 1    | Price / Ceylan    | 2  | 2 | 0 | 4  | 2  | +2  | 2    | 64,97   |
| 2    | Wright / Pocher A | 2  | 1 | 1 | 4  | 3  | +1  | 1    | 57,90   |
| 3    | Smith / Killing   | 2  | 0 | 2 | 1  | 4  | −3  | 0    | 61,01   |

Gruppe B
| Team                        | Ergebnis | Team B                  |
| --------------------------- | -------- | ----------------------- |
| Clemens/Wehland 51,64       | 2 – 1    | 51,70 Sherrock/Pocher O |
| van Gerwen/Großkreutz 71,95 | 2 – 1    | 58,10 Clemens/Wehland   |
| van Gerwen/Großkreutz 88,41 | 2 – 0    | 61,82 Sherrock/Pocher O |

| Pos. | Team                    | Sp | S | N | LF | LG | +/− | Pkt. | Average |
| ---- | ----------------------- | -- | - | - | -- | -- | --- | ---- | ------- |
| 1    | van Gerwen / Großkreutz | 2  | 2 | 0 | 4  | 1  | +3  | 2    | 80,18   |
| 2    | Clemens / Wehland       | 2  | 1 | 1 | 3  | 3  | 0   | 1    | 61,80   |
| 3    | Sherrock / Pocher O     | 2  | 0 | 2 | 1  | 4  | −3  | 0    | 56,76   |

### Finalrunde
|  | Zwischenrunde | Zwischenrunde           | Zwischenrunde |  |  | Halbfinale | Halbfinale                  | Halbfinale |  |    | Finale             | Finale                      | Finale |
|  |               |                         |               |  |  |            |                             |            |  |    |                    |                             |        |
|  |               |                         |               |  |  | A1         | Price Ceylan 60,99          | 2          |  |    |                    |                             |        |
|  | A2            | Wright Pocher A 62,63   | 2             |  |  | A2         | Wright Pocher A 56,92       | 1          |  |    |                    |                             |        |
|  | B3            | Sherrock Pocher O 60,59 | 0             |  |  |            |                             |            |  | A1 | Price Ceylan 62,18 | 1                           |        |
|  |               |                         |               |  |  |            |                             |            |  |    | B1                 | van Gerwen Großkreutz 67,29 | 3      |
|  |               |                         |               |  |  | B1         | van Gerwen Großkreutz 61,96 | 2          |  |    |                    |                             |        |
|  | B2            | Clemens Wehland 56,58   | 2             |  |  | B2         | Clemens Wehland 58,56       | 1          |  |    |                    |                             |        |
|  | A3            | Smith Killing 57,27     | 1             |  |  |            |                             |            |  |    |                    |                             |        |

## 6. Ausgabe (2024)
Auch die sechste Ausgabe des Turniers wurde im Maritim-Hotel in Düsseldorf ausgetragen. Christian Düren moderierte am 6. Januar 2024 abermals das Geschehen. Luke Humphries debütierte als amtierender Weltmeister, ebenso wie Ricardo Pietreczko. Am Kommentatorenmikrofon saß Elmar Paulke.

### Teilnehmer und Teams
| Profi-Darter       | Prominenter    |
| ------------------ | -------------- |
| Peter Wright       | Chris Tall     |
| Michael van Gerwen | Jens Knossalla |
| Gerwyn Price       | Verona Pooth   |
| Luke Humphries     | Jürgen Milski  |
| Ricardo Pietreczko | Eko Fresh      |
| Michael Smith      | Andrea Kaiser  |

### Vorrunde
Die Zahlenangaben hinter den Teams stehen für die durchschnittlich im Spiel erzielten Punkte jeder einzelnen Aufnahme (3 Darts).
Gruppe A
| Team A                     | Ergebnis | Team B                     |
| -------------------------- | -------- | -------------------------- |
| Humphries/Milski 54,20     | 0 – 2    | 65,35 van Gerwen/Knossalla |
| van Gerwen/Knossalla 66,80 | 2 – 0    | 53,07 Smith/Kaiser         |
| Humphries/Milski 58,94     | 2 – 0    | 57,47 Smith/Kaiser         |

| Pos. | Team                   | Sp | S | N | LF | LG | +/− | Pkt. | Average |
| ---- | ---------------------- | -- | - | - | -- | -- | --- | ---- | ------- |
| 1    | van Gerwen / Knossalla | 2  | 2 | 0 | 4  | 0  | +4  | 2    | 66,08   |
| 2    | Humphries / Milski     | 2  | 1 | 1 | 2  | 2  | 0   | 1    | 56,57   |
| 3    | Smith / Kaiser         | 2  | 0 | 2 | 0  | 4  | −4  | 0    | 55,27   |

Gruppe B
| Team A            | Ergebnis | Team B                 |
| ----------------- | -------- | ---------------------- |
| Price/Pooth 63,00 | 1 – 2    | 64,76 Wright/Tall      |
| Price/Pooth 62,48 | 1 – 2    | 60,38 Pietreczko/Fresh |
| Wright/Tall 59,79 | 1 – 2    | 59,23 Pietreczko/Fresh |

| Pos. | Team               | Sp | S | N | LF | LG | +/− | Pkt. | Average |
| ---- | ------------------ | -- | - | - | -- | -- | --- | ---- | ------- |
| 1    | Pietreczko / Fresh | 2  | 2 | 0 | 4  | 2  | +2  | 2    | 59,81   |
| 2    | Wright / Tall      | 2  | 1 | 1 | 3  | 3  | 0   | 1    | 62,28   |
| 3    | Price / Pooth      | 2  | 0 | 2 | 2  | 4  | −2  | 0    | 62,74   |

### Finalrunde
(Quelle: )
|  | Zwischenrunde | Zwischenrunde          | Zwischenrunde |  |  | Halbfinale | Halbfinale                 | Halbfinale |  |    | Finale            | Finale                 | Finale |
|  |               |                        |               |  |  |            |                            |            |  |    |                   |                        |        |
|  |               |                        |               |  |  | A1         | van Gerwen Knossalla 60,84 | 1          |  |    |                   |                        |        |
|  | A2            | Humphries Milski 57,00 | 0             |  |  | B3         | Price Pooth 65,06          | 2          |  |    |                   |                        |        |
|  | B3            | Price Pooth 1 57,81    | 2             |  |  |            |                            |            |  | B3 | Price Pooth 53,55 | 2                      |        |
|  |               |                        |               |  |  |            |                            |            |  |    | B1                | Pietreczko Fresh 59,32 | 3      |
|  |               |                        |               |  |  | B1         | Pietreczko Fresh 64,95     | 2          |  |    |                   |                        |        |
|  | B2            | Wright Tall 50,10      | 2             |  |  | B2         | Wright Tall 68,19          | 1          |  |    |                   |                        |        |
|  | A3            | Smith Kaiser 48,35     | 0             |  |  |            |                            |            |  |    |                   |                        |        |

## 7. Ausgabe (2025)
Alle Variablen rund um die Veranstaltungen im Vergleich zum Vorjahr änderten sich erneut nicht. Die Veranstaltung fand am 5. Januar 2025 im Maritim-Hotel in Düsseldorf statt. Christian Düren moderierte die Show. Als Kommentator fungierte Elmar Paulke. In diesem Jahr debütierte der The Masters-Champion von 2024 Stephen Bunting.

### Teilnehmer und Teams
| Profi-Darter       | Prominenter          |
| ------------------ | -------------------- |
| Stephen Bunting    | Patrick Owomoyela    |
| Luke Humphries     | Vanessa Mai          |
| Ricardo Pietreczko | Axel Stein           |
| Peter Wright       | Wolff-Christoph Fuss |
| Martin Schindler   | Evelyn Burdecki      |
| Michael van Gerwen | Simon Gosejohann     |

Ursprünglich stand auch der neue Weltmeister Luke Littler auf der Teilnehmerliste. Er darf jedoch mit 17 Jahren nicht an einer Live-Übertragung nach 23 Uhr in Deutschland teilnehmen, außerdem wollten seine Eltern ihm nach dem Titelgewinn zwei Tage zuvor nicht zu viel Stress aussetzen, da er gerade in England sehr im Fokus stehe.

### Vorrunde
Die Zahlenangaben hinter den Teams stehen für die durchschnittlich im Spiel erzielten Punkte jeder einzelnen Aufnahme (3 Darts).
Gruppe A
| Team A                        | Ergebnis | Team B                     |
| ----------------------------- | -------- | -------------------------- |
| van Gerwen / Gosejohann 59,11 | 2 – 1    | 56,92 Wright / Fuss        |
| van Gerwen / Gosejohann 54,65 | 2 – 0    | 53,44 Schindler / Burdecki |
| Wright / Fuss 56,67           | 0 – 2    | 62,63 Schindler / Burdecki |

| Pos. | Team                    | Sp | S | N | LF | LG | +/− | Pkt. | Average |
| ---- | ----------------------- | -- | - | - | -- | -- | --- | ---- | ------- |
| 1    | van Gerwen / Gosejohann | 2  | 2 | 0 | 4  | 1  | +3  | 2    | 56,88   |
| 2    | Schindler / Burdecki    | 2  | 1 | 1 | 2  | 2  | ±0  | 1    | 58,04   |
| 3    | Wright / Fuss           | 2  | 0 | 2 | 1  | 4  | −3  | 0    | 56,80   |

Gruppe B
| Team A                    | Ergebnis | Team B                    |
| ------------------------- | -------- | ------------------------- |
| Humphries / Mai 58,01     | 2 – 1    | 55,18 Pietreczko / Stein  |
| Bunting / Owomoyela 57,06 | 0 – 2    | 61,35 Pietreczko / Stein  |
| Humphries / Mai 60,48     | 2 – 1    | 66,15 Bunting / Owomoyela |

| Pos. | Team                | Sp | S | N | LF | LG | +/− | Pkt. | Average |
| ---- | ------------------- | -- | - | - | -- | -- | --- | ---- | ------- |
| 1    | Humphries / Mai     | 2  | 2 | 0 | 4  | 2  | +2  | 2    | 59,25   |
| 2    | Pietreczko / Stein  | 2  | 1 | 1 | 3  | 2  | +1  | 1    | 58,27   |
| 3    | Bunting / Owomoyela | 2  | 0 | 2 | 1  | 4  | −3  | 0    | 61,61   |

### Finalrunde
|  | Zwischenrunde | Zwischenrunde            | Zwischenrunde |  |  | Halbfinale | Halbfinale                  | Halbfinale |  |    | Finale                  | Finale              | Finale |
|  |               |                          |               |  |  |            |                             |            |  |    |                         |                     |        |
|  |               |                          |               |  |  | A1         | van Gerwen Gosejohann 64,19 | 1          |  |    |                         |                     |        |
|  | A2            | Schindler Burdecki 57,29 | 0             |  |  | B3         | Bunting Owomoyela 65,17     | 2          |  |    |                         |                     |        |
|  | B3            | Bunting Owomoyela 71,57  | 2             |  |  |            |                             |            |  | B3 | Bunting Owomoyela 62,38 | 3                   |        |
|  |               |                          |               |  |  |            |                             |            |  |    | B1                      | Humphries Mai 59,59 | 2      |
|  |               |                          |               |  |  | B1         | Humphries Mai 60,12         | 2          |  |    |                         |                     |        |
|  | B2            | Pietreczko Stein 64,45   | 2             |  |  | B2         | Pietreczko Stein 51,56      | 0          |  |    |                         |                     |        |
|  | A3            | Wright Fuss 57,19        | 1             |  |  |            |                             |            |  |    |                         |                     |        |

## Rezeption
1,24 Mio. (14,1 %) der 14- bis 49-Jährige bzw. insgesamt 1,91 Millionen (7,7 %) sahen der ersten Ausgabe im Durchschnitt zu. Die Moderation von Joko Winterscheidt wurde kritisiert. Er habe die Übersicht verloren und die Zuschauer nicht im Griff gehabt.

„Denn Moderator Joko Winterscheidt wirkte wie eine dieser Politessen auf einer vierspurigen Kreuzung in Bangkok, die den um sie herumschwirrenden Verkehr von Motorrollern, Taxis und Tuk-Tuks frappierend beiläufig passieren lässt.“

„Joko schien überfordert, verlor manchmal den Überblick und ließ sich aus der Ruhe bringen. So musste er mehrfach die Regie fragen, wie die Show weitergeht und konnte teilweise das laute Publikum nicht übertönen oder beruhigen.“

0,86 Mio. (11,1 %) der 14- bis 49-Jährige bzw. insgesamt 1,42 Millionen (6,1 %) sahen der zweiten Ausgabe im Durchschnitt zu.

## Erfolge für Prominente

### Check-outs
Folgenden Prominenten gelang es, ein Leg zu beenden (2017 und 2018 mit Double-Out, ab 2019 Straight-Out):
| Ausgabe | Spieler                | Score | Check-Out-Feld |
| ------- | ---------------------- | ----- | -------------- |
| 2017    | Lothar Matthäus        | 67    | D20            |
| 2017    | Matthias Opdenhövel    | 40    | D20            |
| 2018    | Fabian Hambüchen       | 40    | D5             |
| 2018    | MarcelScorpion         | 14    | D7             |
| 2018    | Frank Rosin            | 9     | D1             |
| 2019    | Rafael van der Vaart   | 52    | D19            |
| 2019    | Rafael van der Vaart   | 32    | S16            |
| 2019    | Rafael van der Vaart   | 32    | S15            |
| 2019    | Markus Krebs           | 20    | S20            |
| 2019    | Markus Krebs           | 12    | S12            |
| 2019    | Jimi Blue Ochsenknecht | 26    | T2             |
| 2019    | Patrick Esume          | 20    | S20            |
| 2020    | Pascal Hens            | 57    | T19            |
| 2020    | Pascal Hens            | 8     | S8             |
| 2020    | Pascal Hens            | 14    | S14            |
| 2020    | Sarah Harrison         | 50    | T13            |
| 2020    | Frank Buschmann        | 36    | S11            |
| 2020    | Luca Toni              | 33    | S18            |
| 2020    | Daniel Boschmann       | 32    | S16            |
| 2023    | Bülent Ceylan          | 42    | S14            |
| 2023    | Bülent Ceylan          | 25    | S13            |
| 2023    | Bülent Ceylan          | 18    | S18            |
| 2023    | Bülent Ceylan          | 4     | S4             |
| 2023    | Amira Pocher           | 20    | S20            |
| 2023    | Amira Pocher           | 16    | S16            |
| 2023    | Henning Wehland        | 18    | S18            |
| 2023    | Henning Wehland        | 4     | S4             |
| 2023    | Matthias Killing       | 40    | S20            |
| 2024    | Chris Tall             | 47    | S9             |
| 2024    | Chris Tall             | 12    | S7             |
| 2024    | Chris Tall             | 2     | S2             |
| 2024    | Jens Knossalla         | 20    | S17            |
| 2024    | Jens Knossalla         | 12    | S12            |
| 2025    | Patrick Owomoyela      | 40    | D20            |
| 2025    | Patrick Owomoyela      | 32    | S13            |
| 2025    | Patrick Owomoyela      | 20    | S19            |
| 2025    | Patrick Owomoyela      | 16    | S16            |
| 2025    | Vanessa Mai            | 40    | S20            |
| 2025    | Vanessa Mai            | 40    | S20            |
| 2025    | Vanessa Mai            | 12    | S12            |
| 2025    | Axel Stein             | 16    | S9             |
| 2025    | Axel Stein             | 6     | S6             |
| 2025    | Simon Gosejohann       | 20    | S17            |

### High Scores
Folgenden Prominenten gelang es, eine hohe Aufnahme (≥100) zu werfen:
| Ausgabe | Spieler                  | Score |
| ------- | ------------------------ | ----- |
| 2018    | MarcelScorpion           | 140   |
| 2018    | MarcelScorpion (2)       | 140   |
| 2017    | Mario Basler             | 136   |
| 2019    | Rafael van der Vaart     | 135   |
| 2018    | Stefan Effenberg         | 134   |
| 2025    | Wolff-Christoph Fuss     | 133   |
| 2025    | Wolff-Christoph Fuss (2) | 130   |
| 2024    | Jens Knossalla           | 127   |
| 2020    | Daniel Boschmann         | 125   |
| 2018    | MarcelScorpion (3)       | 123   |
| 2018    | MarcelScorpion (4)       | 123   |
| 2023    | Henning Wehland          | 121   |
| 2020    | Max Kruse                | 120   |
| 2018    | MarcelScorpion (5)       | 120   |
| 2024    | Chris Tall               | 112   |
| 2020    | Sarah Harrison           | 106   |
| 2020    | Sarah Harrison (2)       | 104   |
| 2019    | Lilly Becker             | 104   |
| 2024    | Chris Tall (2)           | 101   |
| 2025    | Patrick Owomoyela        | 100   |
| 2023    | Amira Pocher             | 100   |
| 2023    | Matthias Killing         | 100   |
| 2020    | Max Kruse                | 100   |
| 2020    | Max Kruse (2)            | 100   |
| 2020    | Pascal Hens              | 100   |
| 2020    | Pascal Hens (2)          | 100   |
| 2020    | Daniel Boschmann (2)     | 100   |
| 2019    | Rafael van der Vaart (2) | 100   |
| 2019    | Rafael van der Vaart (3) | 100   |
| 2018    | MarcelScorpion (6)       | 100   |
| 2018    | MarcelScorpion (7)       | 100   |
| 2018    | MarcelScorpion (8)       | 100   |
| 2017    | Steffen Henssler         | 100   |
| 2017    | Tim Wiese                | 100   |